# 挽柯蓮縣
挽柯蓮區（英語：Bang Kho Laem district），或譯曼柯廉區，是泰國首都曼谷轄下的50個區之一。

## 概述
挽柯蓮縣總面積10.921平方公里。根據泰國官方於2017年所作的人口調查數據顯示：居住於挽柯蓮縣的總人口數量為89358人。挽柯蓮縣的人口密度為每平方公里8,182.21人。
在挽柯蓮縣有一個穆斯林社區，已經存在了很長時間。過去，這裡的水道是一條寬敞的運河，水很乾淨，孩子們可以在裡面游泳，船隻也可行駛於該運河。現在這條運河只是一條小水道。2013年起，這條小水道周邊發展成為濱水市場。大約有100個街頭小吃攤，都是清真食品。雖然有些商人並非穆斯林。
什魯斯伯里國際學校就在挽柯蓮縣。